# Бобр (Белорусија)
Бобр (блр; рус. Бобр) је градско насеље са административним статусом варошице (городской посёлок) у централном делу Републике Белорусије. Административно је део Крупског рејона Минске области.

## Географски положај
Варошица се налази на око 120 км североисточно од главног града земље Минска и на око 10 км источно од административног центра рејона града Крупки. Недалеко од вароши пролази деоница железничке трасе Минск—Орша.

## Историја
Насеље Бобр се први пут у писаним изворима спомиње 1516. као део тестамента књаза Ивана Друцког који је ту област у наследство поклонио својој супрузи Марини.
Насеље је 1762. добило магдебуршко право и властити грб. Године 1793. улази у састав Руске Империје. У вароши је 1863. живело око 1,1 хиљада становника.
Административни статус села Бобр добија 1938, а вароши 1941. године.

## Демографија
Према процени за 2011. у варошици је живело 1.055 становника.
| 2009. | 2010. | 2011. |
| ----- | ----- | ----- |
| 1.151 | 1.114 | 1.055 |